# The Unfunnies
The Unfunnies è una miniserie di fumetti di genere horror, creata da Mark Millar e Anthony Williams, pubblicata dalla Avatar Press tra il 2004 e il 2007. È inedita in Italia.

## Storia editoriale
The Unfunnies è stato uno dei primi fumetti dell'etichetta Millarworld, pubblicato dalla Avatar Press nel 2004 dopo essere stato rifiutato da diversi editori. La casa editrice di William A. Christensen non si è opposta al contenuto trasgressivo del fumetto che è stata descritta da Millar come "una storia corale molto oscura (sulla falsa riga di Magnolia) con animali divertenti" che aveva deciso di scrivere dopo "aver attinto a tutta quell'atmosfera alla Happiness che non vedevo l'ora di utilizzare da quando ho visto il mio primo film di Todd Solondz".
Anthony Williams è stato selezionato da Millar per illustrare la storia a causa della passata esperienza dell'autore nell'industria dell'animazione che gli avrebbe consentito, secondo Millar, di riprodurre uno stile cartoonistico basato su quello di Hanna-Barbera con l'intenzione di scontrarlo con l'argomento cupo della storia in un modo paragonabile a un seguito de La vita è meravigliosa con il medesimo cast o de La Sirenetta con lo stesso stile di animazione solo con scene iniziali legate a molestie su minori o necrofilia.  Millar espresse insoddisfazione per le illustrazioni iniziali di Williams e gli ordinò di "renderla più schifosa".
A detta di Millar, quando diede una copia del primo numero a sua moglie, lei ne lesse le prime sei pagine per poi lanciarglielo definendolo "la cosa più orribile che avesse mai letto nella sua vita" mentre lui cercava freneticamente di spiegargli che c'era una ragione dietro la scena in questione.
I numeri 1 e 2 furono pubblicati nel 2004 e poi ripubblicati insieme nel 2007 in una compilation intitolata The First Follies. Nello stesso anno furono pubblicati anche il 3 e il 4. Ogni albo aveva due copertine, una per il mercato di massa e una variant "Offensive".
Il fumetto non venne inserito all'interno dell'artbook The Art of Millarworld pubblicato dalla Image Comics nel Novembre del 2015 e neanche nel sito ufficiale dell'etichetta dell'autore scozzese. Il sito Bleedingcool ha contattato il redattore capo di Avatar Press e la Image Comics per avere un commento in merito: il primo ha risposto di non essere stato contattato in merito alla raccolta antologica mentre la seconda di non sapere il motivo dell'esclusione. Sempre il sito ha provato a contattare i rappresentanti di Millar e Williams senza però ricevere risposta.

## Trama
La polizia arresta Moe Il Corvo per possesso di materiale pedo-pornografico. Crimini di questo tipo si sono improvvisamente diffusi nel mondo senza apparente motivo. In prigione, Moe dice a sua moglie Birdseed Betty che stava ricevendo delle e-mail da un misterioso individuo chiamato Troy Hicks che gli proponevano di scambiare il suo posto con lui in cambio di pedo-pornografia ma che lui aveva rifiutato.
Altri personaggi si ritrovano in situazioni che non riescono a spiegarsi mentre lo sceriffo Dribble indaga sulla faccenda. Una volta scoperto che gli strani avvenimenti sono connessi a un pinguino di nome Frosty Pete, Dribble e i suoi uomini si confrontano con lui. Frosty Pete dice loro che non possono fermarlo perché lui in realtà è Troy Hicks e stava controllando il mondo per tutto il tempo. Nel suo mondo, Hicks era un disegnatore, autore del fumetto The Funnies, ed è stato accusato dell'uccisione di otto bambini; sua moglie voleva un figlio e si è data alla prostituzione dopo il suo arresto. Spiegò a Dribble che dopo che il suo ultimo appello è stato respinto, decise di disegnare di nuovo il suo mondo, in modo da poter vivere in eterno e fare quello che voleva senza conseguenze. Ha mandato delle e-mail ai suoi personaggi sperando che, in cambio di sesso e fama, avrebbero preso il suo posto nel mondo reale, e a farlo fu il vero Frosty Pete. Poi Hicks dimostra i suoi poteri fermando i proiettili sparatigli contro e uccidendo i poliziotti.
Mentre nel mondo reale il vero Frosty Pete viene condotto nella camera a gas, Troy Hicks, dopo aver ucciso o ferito gravemente diversi personaggi, se ne va libero con un bambino nel passeggino, figlio di una delle sue vittime.